# Karl Wacker
Karl Hermann Wacker (* 16. September 1837 in Ulm; † 2. Mai 1908 ebenda) war ein deutscher Apotheker und Lebensmittelchemiker, Leiter der Ulmer Löwen-Apotheke und Gründer des ersten Lebensmittelinstitutes der Stadt Ulm. 

## Leben
Karl Wacker studierte an der Universität Tübingen und wurde in Tübingen am 14. März 1861 zum Dr. phil. promoviert.
Wacker wurde Apotheker und arbeitete ab 1864 in der Löwen-Apotheke in Ulm, für die er 1886 die Zulassung als Homöopathische Centralapotheke erhielt.
Mit der Ausweisung der Löwen-Apotheke als Untersuchungsanstalt zur Prüfung von Lebensmitteln gründete Wacker das erste Lebensmittelinstitut der Stadt Ulm.
1895 übergab er die Führung der Apotheke an seinen Sohn Karl Wacker.
1880 wurde er als Nachfolger von Conrad Dietrich Magirus Kommandant der Feuerwehr Ulm.
Karl Wacker wirkte 36 Jahre als Stadtrat und wurde stellvertretender Oberbürgermeister der Stadt Ulm.
Er war Mitglied des 1865 gegründeten Vereins für Mathematik und Naturwissenschaften in Ulm und wurde 1868 Mitglied des Vereins für vaterländische Naturkunde in Württemberg.
Am 27. August 1884 wurde Karl Wacker als Mitglied (Matrikel-Nr. 2485) in die Deutsche Akademie der Naturforscher Leopoldina aufgenommen.
Karl Hermann Wacker, der den Titel Königlich Württembergischer Hofrat führte, wurde 1907 Ehrenbürger der Stadt Ulm.

## Auszeichnungen
- Roter Adlerorden IV. Klasse
- 1883 – Friedrichs-Orden, Ritterkreuz I. Klasse
- 1901 – Olga-Orden
- 1905 – Orden der Württembergischen Krone, Ritterkreuz
- Kriegsdenkmünze für die Feldzüge 1870–71 (Deutsches Reich)
- Große Goldene Medaille für Kunst und Wissenschaft am Bande
- 1907 – Ehrenbürger der Stadt Ulm

## Schriften
- Über die sanitären Einrichtungen der Stadt Ulm. In: Jahreshefte des Vereins für Mathematik und Naturwissenschaften in Ulm, 6, 1893, S. 109–130
- Das Feuerlöschwesen der Stadt Ulm in seiner geschichtlichen Entwicklung. Festschrift zur Feier des 50jährigen Jubiläums der freiwilligen Feuerwehr Ulm. Ulm 1897